# 1932 في إسبانيا
فيما يلي قوائم الأحداث التي وقعت خلال عام 1932 في إسبانيا.

## أحداث داخلية
- 5 يناير - اندلاع أحداث أرنيدو.
- 24 يناير - طبقت الحكومة المادة 26 من الدستور، وذلك بحل شركة يسوع ومصادرة جميع أصولها في إسبانيا بما في ذلك اسهمها.[1]
- 30 يناير - إنشاء حرس الاقتحام.[2]
- 3 فبراير – أول قانون مدني ينظم الطلاق في إسبانيا.[3]
- مارس - البدء بتطبيق قانون تحويل إلى الاحتياط جميع الجنرالات الذين لا توكل إليهم أي مهمة في غضون ستة أشهر. ويهدف هذا الإجراء إلى تقوية هيكلية الضباط، ومن ناحية أخرى فرض إخراج الجنرالات الذين قد يشكلون خطراً على النظام الجمهوري. وشمل المتضررين إميليو مولا وميلان أستراي.[3]
- أبريل - مواجهات متقطعة بين الاشتراكيين والكارليين في بامبلونا أدت إلى مقتل شخصين وجرح ثمانية آخرين باطلاق النار. إلا أن العنف السياسي المتقطع والإضرابات لم يهدد استقرار الحكومة.[2]
- 13 مايو - إنشاء الفيلق المساعد للجيش بقصد تنظيم أوضاع موظفي الجيش المدنيين مثل عمال النظافة والطباعين والميكانيكيين والرسامين.
- 27 يونيو – حادثة كارابانتشيل داخل الجيش. وقد استفاد أثانيا وذلك بإزاحة المتورطين الرئيسيين من مناصبهم.[4]
- 10 أغسطس - فشل محاولة سانخورخادا الانقلابية ضد الحكومة.[3]
- 9 سبتمبر - بسبب الانقلاب الفاشل الذي جرى في الشهر السابق تمت الموافقة السريعة على النظام الأساسي لكاتالونيا في البرلمان، وكذلك قانون الإصلاح الزراعي.[3]

## مواليد

### مارس
- 24 مارس – أرماندو فرنانديز لاعب كرة قدم إسباني.
- 27 مارس – سيغفريد غراسيا لاعب كرة قدم إسباني.

### أبريل
- 30 أبريل – أنطونيو طيخيرو مولينا عسكري إسباني.

### مايو
- 11 مايو – فرانسيسكو أومبرال كاتب إسباني.
- 20 مايو – أنطونيو سواريث درّاج طريق إسباني.

### يونيو
- 14 يونيو – خافيير إتشيفاريا رودريغيز كهنوت إسباني.

### أغسطس
- 11 أغسطس – فرناندو أرابال

### سبتمبر
- 25 سبتمبر – أدولفو سواريث رئيس وزراء إسباني سابق.

### نوفمبر
- 1 نوفمبر – خواكين أتشوكارو
- 9 نوفمبر – غابرييل ألونسو لاعب كرة قدم إسباني.

## وفيات

### يناير
- 1 يناير – جوان بادروس (مواليد 1869) لاعب كرة قدم إسباني.

### أبريل
- 5 أبريل – ماريا بلانشارد (مواليد 1881) فنانة إسبانية.